# 미미일소흔경성 (드라마)
《미미일소흔경성》(중국어 간체자: 微微一笑很傾城, 병음: Wéiwéi yīxiào hěn qīngchéng 웨이웨이이샤오헌칭청[*])은 2016년 방영된 중국 드라마이다. 한국어로는 ‘미미(여주인공 이름)의 미소는 아름답다’로 해석된다. 이 드라마는 온라인 게임에서 만난 남녀가 현실 세계에서도 만나 사랑에 빠지게 되는 이야기를 담고 있으며 1화~9화까지는 온라인 게임 속에서의 사랑이 나오고 10화부터 현실에서의 로맨스가 시작된다.

## 등장인물
- 양양 : 샤오나이 역
- 정솽 : 베이웨이웨이 역
- 마오샤오퉁 : 자오얼시 역
- 바이위 : 차오광 역
- 장허 : 전사오샹 역
- 정예청 : 하오메이 역
- 뉴쥔펑 : 우반산 역

## 줄거리
경대 컴퓨터학과에 재학 중인 학과 미모 1위 '미미'와 경대 최고의 미남 '초내'의 사랑 이야기이다. 중국 온라인 게임  플레이에 빠진 '미미'가 피시방에서 게임하는 모습을 '초내'라는 우연히 보고 첫눈에 반하게 된다. 게임 서버 1위에 빛나는 초내는 그렇게 '일소 내하'라는 자신의 게임 캐릭터로 '미미'에게 다가간다. '미미'는 모두가 동경하는 대학교 선배 '초내'가 '일소 내하'라는 사실을 모르고 게임 속에서 '일소 내하'와 사랑에 빠지게 된다. '미미'는 게임 속에서 '초내'와 결혼을 하게 되고 '초내' 친구들과도 친분을 쌓아간다. 그 후 '초내'가 자신의 번호를 알리고 '미미'와 오프라인에서 제대로 만나게 된다. '미미'는 자신이 좋아하던 '일소 내하'가'초내' 선배였다는 사실에 매우 놀라게 되고 둘은 경대 최고의 커플이 된다.

## 회차별 줄거리
| 번호 | 제목     | 본 방송 날짜    |
| --- | -------- | --------------- |
| 1 | "제1화"  | 2016년 8월 22일 |
| 경대 컴퓨터학과 2학년인 패미미는 온라인 게임 “천녀유혼”의 유저이다. 미미는 게임 속 커플인 진수무향에게 사진을 안 보냈다는 이유로 차이게 된다. "천녀유혼"에서 랭킹 1위 일소내하인 초내는 진수가 다른 유저와 결혼을 하는 것을 보고 미미에게 청혼을 하게 되는데...       |          |                 |
| 2 | "제2화"  | 2016년 8월 22일 |
| 커플 PK 대회에서 좋은 성적을 거두기 위해 미미는 초내의 청혼을 승낙한다. 초내는 교내 농구 시합에 출전하지 않고 게임 개발 교류회에 참석한다. 이희는 교내 게시판에 미미를 비방한 글을 보게 되고, 화가 난 미미는 IP를 추적해 누가 글을 올렸는지를 찾게 되는데...          |          |                 |
| 3 | "제3화"  | 2016년 8월 23일 |
| 맹일연은 삼촌 회사인 진억 기술이 초내와 같이 사업을 진행하는 것을 알고 친척 오빠인 견소상에게 인턴 자리를 부탁한다. 미미와 룸메이트들은 진억 기술 인턴에 지원하고 이희는 면접에서 소상을 만나게 된다. 미미는 오해를 풀기 위해 조광을 과외 수업에 데리고 가는데...     |          |                 |
| 4 | "제4화"  | 2016년 8월 23일 |
| 소상은 영상 콘테스트에서 미미를 조롱하는 영상을 업로드 한다. 이에 화가 난 초내는 영상 삭제를 내걸고 진수에게 결투를 신청한다. 영화 수업에 늦은 이희는 조광 옆자리에 앉게 되면 둘은 싸우게 된다. 조광은 미미에게 고백을 하지만 미미는 조광에게 거짓말을 하게 되는데... |          |                 |
| 5 | "제5화"  | 2016년 8월 24일 |
| 조광은 미미가 좋아하는 사람이 초내인 것을 알게 되고 초내에게 농구 시합을 신청한다. 미미와 초내는 영상 콘테스트에 참가하기 위해 우공, 모짜르트, 몽키와 함께 영상을 제작 하게 된다. 초내는 미미에게 다가가기 위해 아버지가 하시는 교양 수업에 들어가게 되는데...        |          |                 |
| 6 | "제6화"  | 2016년 8월 24일 |
| 미미는 초내가 재편집한 영상을 보며 감동하고 이 영상으로 둘은 영상 콘테스트 우승을 차지하게 된다. “천녀유혼” 초심자인 이희는 게임 속에서 우연히 제자 한 명을 받게 된다. 진억 기술은 초내와 친구들의 회사를 인수하는 것이 쉽지 않자 우공에게 따로 연락을 하는데...      |          |                 |
| 7 | "제7화"  | 2016년 8월 25일 |
| 이하게 되고 미미는 방파에서 나오게 된 사연을 초내에게 털어논다. 진억 기술은 우공을 돈으로 유혹하지만 초내는 이미 진억 기술의 계획을 간파하고 있었다. 미미는 자신을 모함한 소우청청에게 복수할 기회를 맞이하게 되는데...                                               |          |                 |
| 8 | "제8화"  | 2016년 8월 25일 |
| 커플 PK 대회에 참가한 미미와 초내는 우연히 소상과 요요를 만나게 되고 방주인 접몽은 미미에게 방파에 돌아오라고 권유한다. 진억 기술의 인턴은 이희만 합격했다. 초내는 교통사고를 당해 대회 결승전에 참석하지 못하게 되었고 미미와도 연락을 하지를 못하게 되었는데...     |          |                 |
| 9 | "제9화"  | 2016년 8월 26일 |
| 우반산은 교통사고에 대해 자책하며 평생 초내 옆에 있을 것을 맹세한다. 초내는 미미를 기다리고 미미는 하루 종일 영상을 보면서 초내를 그리워하는 와중에 풍등 기술에서 영상 판권을 구매하기 위해 미미에게 연락을 한다. 초내는 이 일을 빌미로 미미에게 만나자고 하는데...   |          |                 |
| 10 | "제10화" | 2016년 8월 26일 |
| 미미는 부푼 설렘을 안고 일소내하를 만나러 간다. 약속 장소에 도착한 미미는 같은 컴퓨터학과 선배인 초내를 만나게 된다. 미미는 용기를 내어 초내한테 인사를 건네고 초내는 자신이 일소내하라는 것을 밝힌다. 첫 데이트에 초내는 미미를 농구 시합에 데려가게 되는데...       |          |                 |
| 11 | "제11화" | 2016년 8월 27일 |
| 농구 시합에서 초내의 돌발 행동으로 미미와 초내는 경대 공식 커플이 되었다. 모두들 이 사실에 대해 놀라움을 금치 못하고 심지어 초내의 친구들은 미미가 “천녀유혼”의 로위미미라는 것도 알게 된다. 조광도 미미와 초내의 관계를 알게 되고 미미에게 복수를 다짐하는데...      |          |                 |
| 12 | "제12화" | 2016년 8월 28일 |
| 초내는 마침내 회사를 오픈하고 미미는 첫 손님으로 회사에 방문하게 된다. 미미는 영상 콘테스트 우승 보상으로 게임 속 펫과 재료를 받아 초내와 초내 친구들에게 나누어 준다. 미미는 오랜만에 니니와 던전을 돌려고 하는데 무리에 진수와 요요가 합류하게 되는데...            |          |                 |
| 13 | "제13화" | 2016년 8월 28일 |
| 어색한 분위기 속 5명이서 던전을 돌게 되었고 초내 덕분에 무사히 던전을 클리어하게 된다. 초내의 부모님은 초내가 연애하는 사실을 알게 되며 무척 놀랜다. 치일 기술의 대표가 된 초내는 업무차 상해로 출장을 가게 되고 만찬에서 진억 기술의 견 회장을 만 나게 되는데...     |          |                 |
| 14 | "제14화" | 2016년 8월 29일 |
| 미미는 맹일연의 친구인 샤넬사랑이 쓴 미미를 비방하는 글을 보게 된다. 미미는 신경을 안 쓰려고 했지만 화가 난 초내의 친구들은 샤넬사랑의 아이디를 해킹 하게 된다. 초내는 미미와 미미의 룸메이트들과 식사를 하기로 한다. 미미는 식당 앞에서 맹일연을 보게 되는데...      |          |                 |
| 15 | "제15화" | 2016년 8월 29일 |
| 영화 수업을 같이 듣는 이희와 조광은 다큐멘터리 제작을 맡게 된다. 이희와 조광은 서로 다투다가 카메라를 망가뜨리게 된다. 미미는 게임 속에서 직접 무기를 제작해 초내에게 선물로 준다. 초내와 친구들은 졸업을 하고, 미미는 방학을 맞이해 무한에 내려가는데...             |          |                 |
| 16 | "제16화" | 2016년 8월 30일 |
| 무한에 내려온 미미는 부모님과 지내면서 초내와 몰래몰래 연락을 하거나 “천녀유혼”을 통해 연락을 하면서 지낸다. 그렇게 떨어져 지내는 둘은 서로에 대한 그리움이 점점 커져 간다. 치일 기술은 “천녀유혼”의 모바일 게임과 “신천녀유혼” 개발에 착수하게 되는데...             |          |                 |
| 17 | "제17화" | 2016년 8월 30일 |
| 학미의 컴퓨터를 해킹한 범인과 초내는 내기를 걸고 해킹 대결을 하게 된다. 모두들 식당에서 일하는 주방장이 해킹 고수 KO인 것에 놀라움을 감추지 못한다. 미미는 무한에서 몰래 올라와 무작정 치일 기술로 초내를 찾아간다. 하지만 초내가 아닌 우반산과 마주치게 되는데...    |          |                 |
| 18 | "제18화" | 2016년 8월 31일 |
| 초내는 미미에게 치일 기술 방학 인턴 자리를 제안한다. 그렇게 미미는 치일 기술의 막내가 되었고 사수로 “여성공포증”이 있는 아상을 만나게 된다. 미미를 싫어하는 아상은 고의적으로 미미를 괴롭히는데 미미는 누구의 도움도 받지 않고 직접 어려움을 헤쳐나가는데....         |          |                 |
| 19 | "제19화" | 2016년 8월 31일 |
| 진억 기술 인턴에 합격한 이희도 제도에 올라와 미미와 같이 효령이네서 묵게 된다. 이희는 카메라 값을 물어내기 위해 조광네 고양이 집사 노릇을 하게 된다. 미미는 감기가 걸린 아상을 위해 약을 사러 가는 도중 비에 맞게 된다. 초내는 비를 맞은 미미를 보게 되는데...        |          |                 |
| 20 | "제20화" | 2016년 9월 1일  |
| 이희는 고양이에 물려 조광과 같이 병원에 오게 된다. 조광은 어쩔 수 없이 이희의 보호자인 미미에게 전화를 걸었고, 초내는 미미를 데려가기 위해 병원에 가게 된다. 이희는 미미의 도움으로 카메라 값을 갚게 되었지만 이희는 여전히 조광네 고양이를 돌보러 다니는데...        |          |                 |
| 21 | "제21화" | 2016년 9월 1일  |
| 미미는 마침내 게임 속 친구인 접몽을 만나게 된다. 접몽은 미미의 외모에 놀라게 되고 그렇게 둘은 오프라인에서도 친구가 된다. 소우 가족들은 이희를 미미로 착각하여 괴롭히게 된다. 전천하는 방파 정모를 기획하는데 소우 가족들은 접몽에게 미미도 데려오라고 하는데...      |          |                 |
| 22 | "제22화" | 2016년 9월 2일  |
| 이희는 “천녀유혼” 속 조광을 위해 선물을 준비하고 그가 들어오기만을 기다린다. 마침내 방파 사람들이 모두 모인 자리에 미미는 나타났고 모두 미미의 실물을 보고 놀라게 된다. 하지만 소우 가족들은 이를 믿지 못하고 모두가 있는 자리에서 PK를 하게 되는데...                |          |                 |
| 23 | "제23화" | 2016년 9월 2일  |
| 마침내 이희는 조광에게 선물을 건네주지만 줄곧 “천녀유혼” 속 이희가 미미인줄 착각하고 있던 조광은 이희를 죽인다. 모든 사실을 알게 된 이희는 충격에서 헤어나오지 못하고 미미를 원망하게 된다. 나나의 핸드폰의 동영상을 우연히 본 맹일연은 초내를 찾아가는데...          |          |                 |
| 24 | "제24화" | 2016년 9월 3일  |
| 소상은 이희에게 미미에 관한 것들을 물어본다. 이희는 그제야 자신이 누리고 있던 모든 것이 미미 덕이라는 것을 깨닫게 되고 상대적으로 박탈감을 느끼게 된다. 미미는 효령이네서 나와 초내의 집에서 머물기로 한다. 소상은 소우 가족들에게 질리고 요요에게 이별을 고하는데... |          |                 |
| 25 | "제25화" | 2016년 9월 4일  |
| 미미는 짐 정리를 하러 효령이네 가는 도중 우연히 소상을 만나게 된다. 조광은 이희를 만나 사과를 하지만 용서를 받지는 못한다. 소상은 게임 속에서 미미에게 고백을 하지만 초내가 대신 답변을 하자 이에 굴욕감을 느낀 소상은 “신천녀유혼” 프로젝트를 참여하는데...          |          |                 |
| 26 | "제26화" | 2016년 9월 4일  |
| “신천녀유혼”의 대모 시연 일자가 앞당겨져 치일 기술은 서둘러 개발을 진행하게 되고 소상도 초내를 이기기 위해 “신천녀유혼” 개발팀에 합류하여 개발에 열중한다. 나나는 고의적으로 미미와 이희 사이를 이간시키는데 이희는 비로소야 자기 자신이 틀린 것을 깨닫게 되는데...   |          |                 |
| 27 | "제27화" | 2016년 9월 5일  |
| 치일 기술의 개발은 순조롭게 진행되지 않은 가운데 초내는 미미와 데이트 도중 영감을 얻게 되고 결국 대모 시연 전날에 목표를 달성한다. 아상은 이 소식을 치일 기술의 경쟁 업체인 진억 기술에게 알려준다. 미미는 초내의 집에서 우연히 초내의 부모님을 만나게 되는데...      |          |                 |
| 28 | "제28화" | 2016년 9월 5일  |
| 미미는 우연히 아상이 진억 기술 사람과 같이 있는 모습을 보게 된다. 미미는 걱정이 되어서 이 사실을 초내에게 알려준다. 시연 당일 치일 기술의 대모 시연 도중 갑자기 서버에 이상이 생기게 된다. 하지만 초내는 이미 이런 상황을 예상한 듯 침착하게 대응을 하는데...         |          |                 |
| 29 | "제29화" | 2016년 9월 6일  |
| 학미는 자취방 룸메이트를 구하는 와중 KO가 먼저 찾아가면서 둘의 관계는 나날이 좋아지고 있다. 초내는 “신천녀유혼” 개발에 고생한 전직원을 데리고 워크샵을 떠난다. 눈 깜짝할 사이에 미미는 졸업을 맞이하고 룸메이트들은 미미가 프로포즈를 받았다는 소식을 듣게 되는데...  |          |                 |
| 30 | "제30화" | 2016년 9월 6일  |
| 초내는 미미와 결혼하기 위해 무한에 계신 미미의 부모님을 찾아 뵙는다. 하지만 미미의 아버지는 둘의 결혼을 극구 반대한다. 초내는 결국 미미의 아버지의 환심을 사는데 성공하고 둘의 결혼 승낙을 얻게 된다. 초내는 미미를 위해 중국식 결혼식을 준비를 하게 되는데...        |          |                 |

## OST
제목, 작사, 작곡, 노래 순
- 一笑倾城, 汪苏泷, 汪苏泷, 汪苏泷
- 有点甜, 汪苏泷, 汪苏泷, 汪苏泷、BY2